# Jungia rugosa
Jungia rugosa, comúnmente conocido como matico de la puna o karamati (aunque estos nombres comunes también se aplican a otras especies), es un arbusto de hasta 2 metros de alto de la familia Asteraceae. Habita zonas andinas de Ecuador, Bolivia y Perú. Es usado por pobladores de las zonas altas de estos países por sus diversos efectos terapéuticos.

## Descripción

### Tallo y hojas
Arbustos trepadores, tallo no tomentoso, hojas simples, acorazonadas, con pecíolo de 2 a 5 cm, lámina coriácea, orbicular, marginalmente lobulada, algo escabrosa, palmatinervias, base cordada, ápice con óvulo agudo. Capítulos cortamente pedicelados, involucro campanulado, filarias 2-seriadas. Flores homógamas, numerosas, bilabiadas, blanco-moradas. Se distingue fácilmente por su superficie bulada características de parte superior de las hojas y filarios glandulares. El ápice de los filarios es variable de agudo a atenuado, pero la densidad glandular pelosa y ciliolada de los márgenes es invariable.
Se diferencia de Jungia paniculata (DC.) A.Gray, 1861 por las hojas puberulentas, mientras que en Jungia rugosa son rugosas y casi glabras en el haz. El pecíolo de J. rugosa puede llegar hasta 6.5 cm mientras que en J. paniculata no pasa de 2.5 cm.

### Distribución
Jungia rugosa se puede encontrar en las zonas altas (entre 2000 m s.n.m. y 3500 m s.n.m.) en Ecuador, Bolivia y Perú.

## Taxonomía
Jungia rugosa fue descrita por el médico y botánico alemán Christian Friedrich Lessing en Linnaea (5(1): 36–37) en 1830.
Etimología
Jungia: nombre genérico dado por Linneo en honor al botánico alemán Joachim Jungius.
rugosa: epíteto latino que significa "rugosa".
Sinonimia
- Jungia bullata Turcz.[8]
- Jungia jelskii Hieron.[8]
- Jungia malvifolia Muschl.[8]
- Cineraria stipulacea Willd. ex Less.[9]
- Dumerilia paniculata Kunth[10]

## Importancia económica y cultural
La investigación de aproximadamente dos años del doctor Edwin Enciso Roca, detectó la presencia de flavonoides en el extracto obtenido de las hojas de esta planta. "Los flavonoides tienen por característica ser antimicrobianos, antivirales, antiulcerosos, antioxidantes, antihepatotóxico y antihipertensivo". Este arbusto utilizado por los pobladores bajo la forma de infusión y emplasto, en el tratamiento de golpes, para desinflamar las vías urinarias y como cicatrizante de heridas.

## Nombres comunes
- Matico de la sierra[12]
- Karamati.
- Matico Blanco.